# Syzygium skiophilum
Syzygium skiophilum là một loài thực vật có hoa trong Họ Đào kim nương. Loài này được (Duthie) Airy Shaw miêu tả khoa học đầu tiên năm 1949.